# Kullervo förbannande
Kullervo förbannande är en oljemålning av den finländske konstnären Akseli Gallen-Kallela från 1899. Den är utställd på Ateneum i Helsingfors. 
Gallen-Kallela målade flera tavlor med motiv från det finska nationaleposet Kalevala. I den här målningen avbildas herden Kullervo som vuxit upp som slav. Verket avbildar det ögonblick då Kullervo fylls av vrede och beslutar sig för att hämnas på Ilmarinens husmor för att hon har bakat in en sten i hans bröd. Enligt berättelserna i Kalevala drev Kullervo boskapen som han vallade i kärret och samlade ihop en ny boskap av vargar och björnar, som han sedan bussade på Ilmarinens husmor.